# گما فریزیوس
گِما فریزیوس (لاتین: Gemma Frisius; ۸ دسامبر ۱۵۰۸ – ۲۵ مهٔ ۱۵۵۵)؛ نام اصلی: یمه راینرس‌زون، Jemme Reinerszoon) (۹ دسامبر ۱۵۰۸ – ۲۵ مه ۱۵۵۵) یک پزشک، ریاضی‌دان، نقشه‌نگار، فیلسوف و سازنده ابزار هلندی بود. او کره‌های جغرافیایی‌ مهمی ساخت، ابزارهای ریاضی زمان خود را بهبود بخشید و از ریاضیات کاربردی به روش‌های جدید در نقشه‌برداری و ناوبری استفاده کرد. حلقه‌های گما، یک ابزار نجومی، به نام او شناخته شده‌اند. همراه با گراردوس مرکاتور و آبراهام اورتلیوس، گما فریزیوس به‌عنوان یکی از بنیان‌گذاران عصر طلایی نقشه‌نگاری هلندی شناخته می‌شود و نقش مهمی در شکل‌گیری عصر طلایی این مکتب (حدود دهه ۱۵۷۰ تا دهه ۱۶۷۰) ایفا کرد.

## زندگی‌نامه
گما فریزیوس در دکوم، فریسلاند (هلند امروزی) از والدینی فقیر که در کودکی او درگذشتند، به دنیا آمد. او به خرونینگن نقل مکان کرد و سپس از سال ۱۵۲۵ در دانشگاه لوون (بلژیک) به تحصیل پرداخت. در سال ۱۵۳۶ مدرک دکترای پزشکی دریافت کرد و تا پایان عمر در دانشکده پزشکی لوون باقی ماند. او علاوه بر تدریس پزشکی، به آموزش ریاضیات، نجوم و جغرافیا نیز می‌پرداخت. پسر بزرگ‌تر او، کرنلیوس گما، یک جلد از آثار او را پس از مرگش ویرایش کرد و به نظریه خورشیدمرکزی ادامه داد.

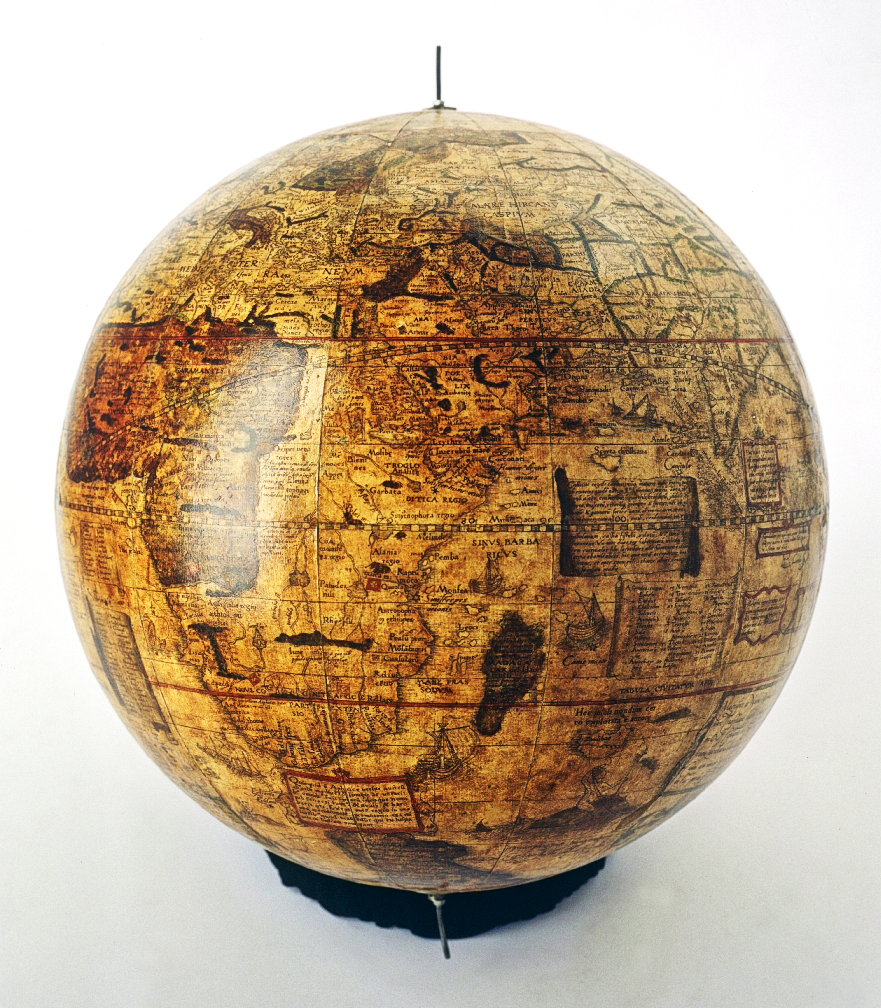
کره زمین معروف گما فریزیوس (۱۵۳۶)

یکی از تأثیرگذارترین معلمان او در لوون، فرانسیسکوس موناکوس بود که حدود سال ۱۵۲۷ یک کره معروف را با همکاری زرگر لوونی، گاسپار وان در هایدن، ساخت. تحت هدایت موناکوس و با کمک فنی وان در هایدن، گما کارگاهی برای تولید کره‌ها و ابزارهای ریاضی راه‌اندازی کرد که به دلیل کیفیت و دقت‌شان مورد تحسین ستاره‌شناسان معاصر مانند تیکو براهه قرار گرفتند.
در سال ۱۵۳۳، گما برای نخستین بار روش مثلث‌بندی را که امروزه در نقشه‌برداری استفاده می‌شود، توصیف کرد (تصویر را ببینید). این روش شامل تعیین خط پایه (مانند شهرهای بروکسل و آنتورپ) و استفاده از جهت‌های قطب‌نما از هر انتهای خط پایه برای یافتن مکان شهرهای دیگر (مانند میدل‌بورخ و خنت) است. اگرچه این ارائه صرفاً نظری بود و محدودیت‌های جغرافیایی اجازه نمی‌داد که میدل‌بورخ از بروکسل یا آنتورپ دیده شود، اما این مفهوم به سرعت در سراسر اروپا شهرت یافت.